# Norwegian International 1986
Die Norwegian International 1986 im Badminton fanden vom 8. bis zum 9. November 1986 in Oslo statt.

## Sieger und Platzierte
| Disziplin    | Gold                                  | Silber                          | Bronze                                  |
| ------------ | ------------------------------------- | ------------------------------- | --------------------------------------- |
| Herreneinzel | Peter Axelsson                        | Per Rose                        | Jon Holst-Christensen                   |
| Herreneinzel | Peter Axelsson                        | Per Rose                        | Thomas Kirkegaard                       |
| Dameneinzel  | Jeanette Kuhl                         | Karolina Ericsson               | Camilla Källstrand                      |
| Dameneinzel  | Jeanette Kuhl                         | Karolina Ericsson               | Marianne Wikdal                         |
| Herrendoppel | Peter Axelsson Jens Olsson            | Mikael Erliksson Erik Söderberg | Jon Holst-Christensen Thomas Kirkegaard |
| Herrendoppel | Peter Axelsson Jens Olsson            | Mikael Erliksson Erik Söderberg | Stefan Axelsson Mikael Nilsson          |
| Damendoppel  | Helle Andersen Birgitte Hindse        | Karolina Ericsson Jeanette Kuhl | Gry Kirsti Solberg Marianne Wikdal      |
| Damendoppel  | Helle Andersen Birgitte Hindse        | Karolina Ericsson Jeanette Kuhl | Camilla Källstrand Cecilia Roos         |
| Mixed        | Jon Holst-Christensen Birgitte Hindse | Jens Olsson Karolina Ericsson   | Mikael Nilsson Jeanette Kuhl            |
| Mixed        | Jon Holst-Christensen Birgitte Hindse | Jens Olsson Karolina Ericsson   | Vidar Meum Sissel Svestad               |

## Finalresultate
| Disziplin    | Sieger                                | Finalist                        | Ergebnis                |
| ------------ | ------------------------------------- | ------------------------------- | ----------------------- |
| Herreneinzel | Peter Axelsson                        | Per Rose                        | 9–3, 9–1, 9–2           |
| Dameneinzel  | Jeanette Kuhl                         | Karolina Ericsson               | 6–9, 9–5, 9–6, 9–1      |
| Herrendoppel | Peter Axelsson Jens Olsson            | Mikael Erliksson Erik Söderberg | 9–7, 10–8, 9–4          |
| Damendoppel  | Helle Andersen Birgitte Hindse        | Karolina Ericsson Jeanette Kuhl | 9–1, 1–9, 2–9, 9–4, 9–6 |
| Mixed        | Jon Holst-Christensen Birgitte Hindse | Jens Olsson Karolina Ericsson   | 5–9, 9–5, 9–5, 7–9, 9–5 |